# Jayasakti
Jayasakti is een bestuurslaag in het regentschap Bekasi van de provincie West-Java, Indonesië. Jayasakti telt 6333 inwoners (volkstelling 2010).